# Provincia de Punilla
La provincia de Punilla es una de las tres provincias en que se divide la región de Ñuble. Tiene una superficie de 5202,5 km². Su capital es la ciudad de San Carlos

## Comunas
La provincia está constituida por cinco comunas:
- San Carlos
- Coihueco
- San Nicolás
- Ñiquén
- San Fabián

## Economía
En 2018, la cantidad de empresas registradas en la provincia de Punilla fue de 1.723. El Índice de Complejidad Económica (ECI) en el mismo año fue de -0,35, mientras que las actividades económicas con mayor índice de Ventaja Comparativa Revelada (RCA) fueron Cultivo de Remolacha (62,96), Cultivo Orgánico de Hortalizas (48,89) y Servicio de Roturación de Siembra y Similares (33,28).

## Autoridades
Las autoridades son nombradas directamente por el Presidente de la República y se mantienen en su cargo mientras cuenten con su confianza.

### Gobernador provincial (2018-2021)

Logotipo de la Gobernación de la Provincia de Punilla hasta 2021.

Los siguientes fueron los gobernadores provinciales de Puntilla.
| Gobernador(a)              | Partido | Partido | Inicio                  | Final                   | Presidente(a) | Presidente(a)    |
| -------------------------- | ------- | ------- | ----------------------- | ----------------------- | ------------- | ---------------- |
| Cristóbal Martínez Ramírez |         | UDI     | 6 de septiembre de 2018 | 20 de noviembre de 2020 |               | Sebastián Piñera |
| Pía Sandoval Manosalva     |         | UDI     | 20 de noviembre de 2020 | 14 de julio de 2021     |               | Sebastián Piñera |

### Delegado Presidencial Provincial (Desde 2021)

Logotipo de la Delegación Presidencial Provincial de Punilla desde 2021.

Nuevo cargo que reemplaza la figura de Gobernador provincial.
| Delegado(a)             | Partido | Partido | Inicio              | Final               | Presidente(a) | Presidente(a)    |
| ----------------------- | ------- | ------- | ------------------- | ------------------- | ------------- | ---------------- |
| Pía Sandoval Manosalva  |         | UDI     | 14 de julio de 2021 | 11 de marzo de 2022 |               | Sebastián Piñera |
| Rocio Hizmeri Fernandez |         | PCCh    | 11 de marzo de 2022 | En el cargo         |               | Gabriel Boric    |
| Rocio Hizmeri Fernandez |         | PCCh    | 11 de marzo de 2022 | En el cargo         |               | Gabriel Boric    |

## Alcaldes
Los alcaldes para el periodo 2021-2024 fueron elegidos en las elecciones municipales de 2021.
| Comuna      | Alcalde                         |
| ----------- | ------------------------------- |
| Coihueco    | Wilson Palma Jelves (IND)       |
| Ñiquén      | Mauricio Catoni Contreras (IND) |
| San Carlos  | Rubén Méndez Venegas (IND)      |
| San Fabián  | Cristofer Valdés González (IND) |
| San Nicolás | Víctor Toro Leiva (IND)         |